# Josep Puig i Boix
Josep Puig i Boix (Vic, 1947) és un polític i enginyer industrial, especialitzat en tècniques energètiques (ETSEIB, 1973), diplomat en Enginyeria Biomèdica (Càtedra d'Enginyeria Química Especial, ETSEIB, 1973), diplomat en Enginyeria del Medi Ambient, Ecologia i Gestió Ambiental (AEIC, COEIC, ETSEIB-UPC, CPE, 1979) i doctorat en enginyeria industrial (UPC, 1982). Ha ocupat càrrecs polítics com a regidor de l'Ajuntament de Barcelona i diputat al Parlament de Catalunya.
L'any 1992 fou fundador d'Ecoserveis, una associació professional dedicada a la consultoria i a l'educació sobre energia i medi ambient. També va formar del Consell Assessor, a més de col·laborar amb diversos articles, de la revista Quaderns Tècnics, publicació pionera de la divulgació tecnològica en català. A més de ser membre d'Ecoserveis i de l'ONG ecologista Alternativa Verda, fou president i vicepresident del Consell Rector de la cooperativa de producció i consum d'energia renovable Som Energia. El 1991 va rebre el premi Joaquín Costa de Periodismo (1991).
El 2017 va anar al número 24 de la llista de Junts per Catalunya per Barcelona a les Eleccions al Parlament de Catalunya de 2017. Des del 2019 que és diputat al Parlament de Catalunya, substituint el pres polític Josep Rull que renuncià a l'escó en ser elegit com a diputat al Congrés dels Diputats. El 2020 es va saber que havia fet una donació de 1000 euros a l'entitat Dolça Revolució de Josep Pàmies.

## Obra
- Ecologisme: Aprenent a Rehabitar la Terra (Barcanova, 1991) ISBN 978-84-753-3603-9
- Energies Netes (Barcanova, 1993) ISBN 978-84-7533-940-5